# Саркисян, Арам Акопович
Арам Акопович Саркисян (арм. Արամ Սարգսյան; род. 22 апреля 1948, Ленинакан, Армянская ССР) — советский, армянский и российский тренер, главный тренер сборной Армении по греко-римской борьбе (1992–1996). Заслуженный тренер СССР (1987).

## Биография
Арам Саркисян родился 22 апреля 1948 года в Ленинакане (ныне Гюмри). Начал заниматься греко-римской борьбой в возрасте 15 лет под руководством Арташеса Мартиросяна. В 1965 году становился чемпионом Армянской ССР среди юношей.
В 1975 году перешёл к тренерской деятельности. В 1981 году основал и возглавил ленинаканскую СДЮШОР по борьбе спортивного общества «Спартак». Подготовил несколько спортсменов международного уровня в том числе олимпийского чемпиона Левона Джулфалакяна, чемпиона мира Агаси Манукяна, призёра чемпионата Европы и обладателя Кубка мира Арутика Рубеняна. С 1992 по 1996 год был главным тренером национальной сборной Армении по греко-римской борьбе. Под его руководством на Олимпийских играх в Атланте (1996) Армен Назарян завоевал золотую медаль, ставшую для Армении первой, после того как спортсмены этой страны начали выступать на Олимпиадах отдельной командой.
В 1998—2002 годах жил и работал в Казахстане. В дальнейшем переехал в Москву, где занялся тренерской деятельностью в Спортивной школе по греко-римской борьбе Московского городского физкультурно-спортивного объединения (МГФСО). Среди борцов, с которыми он работал в Москве, призёр Европейских и Олимпийских игр Мигран Арутюнян и призёр чемпионата мира Зураб Гедехаури.
В 2013 году Араму Саркисяну присвоено звание «Почётный гражданин Гюмри».